# Elektroencefalografija
Elektroencefalograf (EEG) je potpuno neinvazivna metoda mjerenja električke moždane aktivnosti.
Naponi mozga su posljedica koordinirane depolarizacije i repolarizacije skupine neurona u mozgu. Istovremena registracija napona s različitih područja mozga ima dijagnostičko značenje.
Mogu se registrirati:
- Psihička stanja
- Neoplazme

Za mjerenje se standardno koristi 19 elektroda (+2 uzemljenja na uškama) na glavi. Razmak između elektroda je 10% - 20 % (sustav deset-dvadeset). Za registraciju se koristi 8, 12, 18, 24, 32 kanalni EEG uređaj. Kanal je isto što i odvod, odnosno pojačalo s elektrodama.
Mjerenja mogu biti bipolarna i monopolarna.
U EEG-u se mogu uočiti karakteristični signali:
1. Delta
2. Theta
3. Alpha
4. Beta
5. Gamma
6. Osjetilno motorički (ritam sensorimotor rhythm (SMR))

Izvodi se slično EKG snimanju. Pacijentu se postavljaju elektrode na glavu u vidu tzv. kape, kojom su vezani za kompjuterizirani aparat tzv. elektroencefalograf, koji vrši obradu registriranih signala odnosno valova s poglavine pacijenta. Metoda je potpuno bezopasna i bezbolna, a tijekom snimanja primenjuje se svjetlosna stimulacija očiju (tzv. fotostimulacija) različitim frekvencama, kao i duboko disanje (tzv. hiperventilacija) u trajanju od 5 minuta.